# Hans Kmoch
Johann Joseph Kmoch, plus connu sous le nom Hans Kmoch, est un joueur d'échecs, un auteur et un théoricien des échecs autrichien, né le 25 juillet 1894 à Vienne et mort le 14 février 1973 à New York. Il remporta le tournoi de Debrecen en 1925 et ceux d'Ebensee et de Vienne en 1930. Dans les années 1930, il émigra aux Pays-Bas, puis se fixa aux États-Unis après la Seconde Guerre mondiale. Il obtint le titre de Maître international en 1950, et d'arbitre international en 1951. Il est l'auteur de L'Art de jouer les pions ((de) Die Kunst der Bauernführung, Berlin, 1956) et de nombreux livres sur les échecs.

## Compétitions et activités échiquéennes
Kmoch fut le secondant d'Alekhine lors des matchs pour le Championnat du monde contre Efim Bogoljubov (1929 et 1934) et Max Euwe (1935).
Il a représenté l'Autriche lors des Olympiades d'échecs de 1927, 1930 et 1931.
Kmoch a obtenu la plupart de ses meilleurs résultats en compétition entre 1925 et 1931. En 1921, il a remporté le tournoi principal de la Fédération autrichienne des échecs avec Josef Krejcik (en). Il a obtenu la première place au tournoi d'échecs de Debrecen en 1925 contre 12 des 56 meilleurs joueurs mondiaux avec 10 points sur 13 ; Chessmetrics, un système de comparaison des plus grands joueurs d'échecs développé par le statisticien américain Jeff Sonas (en), évalue cette performance à 2696 points Elo.
Ses autres résultats comprennent des troisièmes places à Budapest en 1926 (derrière Grünfeld et Mario Monticelli et devant Akiba Rubinstein), à Brno en 1928 (derrière Richard Réti et Friedrich Sämisch et devant Frank Marshall) et à Budapest en 1928 (ex æquo avec Rudolf Spielmann, derrière José Raúl Capablanca et Marshall).
En 1926, il finit 14e-15e du très fort tournoi de Semmering. Par la suite, il remporta des victoires à Vienne en 1929-1930 (ex æquo avec Spielmann) et à Ebensee en 1930 (6 parties remportées sur 7, devant Erich Eliskases). En 1934, il finit troisième à Tbilissi et septième ex æquo au tournoi international de Léningrad.
Son dernier tournoi en tant que joueur actif fut celui de Baarn en 1941, où il termina deuxième derrière Max Euwe avec 5½ points sur 7. Kmoch cessa de jouer en compétition après ce tournoi pour se consacrer à l'écriture et à la gestion d'événements échiquéens.
À New York, il fut le secrétaire du club d'échecs de Manhattan (le Manhattan Chess Club) et reçut le titre de Maître international en 1950. Il fut l'arbitre principal lors de l'olympiade d'échecs de 1950 à Dubrovnik.

## Carrière de journaliste
Kmoch a également été journaliste. Il a couvert les événements échiquéens internationaux pour des journaux et des quotidiens du monde entier. Après Georg Marco, il a repris la rubrique échecs du Neues Wiener Journal. Il a également écrit pour la Wiener Schachzeitung, et était connu pour ses parodies de grands maîtres d'échecs.
Aux États-Unis, Kmoch écrivit d'innombrables articles sur les échecs, notamment pour les revues Chess Review (en) et Chess Life (en), deux des principaux magazines d'échecs américains.

## Carrière d'écrivain
Kmoch s'est fait un nom durablement grâce à ses ouvrages, toujours très appréciés. 
En 1927, Kmoch publia : 
- (de) Die Kunst der Verteidigung (L'Art de la défense), Berlin-Leipzig, 1927.

En 1930, Kmoch publia un supplément à la huitième édition du Handbuch des Schachspiels fondé par Bilguer.
- (de) Nachtrag zum Handbuch des Schachspiels von Bilguer für die Jahre 1916-1929, Berlin-Leipzig, 1930.

Il écrivit plusieurs livres de tournois dont ceux de Carlsbad 1929 et de Groningue 1946 et :
- (de) Tagebuch vom Wettkampf Aljechin-Euwe, Vienne, 1936.

À partir des années 1930, Kmoch se consacra à l'écriture de livres. Il publia à Vienne :
- (de) Rubinstein gewinnt, Vienne, 1933

En 1956, parut son livre 
- (de) Die Kunst der Bauernführung. Ein Beitrag zur Schachstrategie, Siegfried Engelhardt, Berlin (Édition en anglais : Pawn Power in Chess,  Éd. David McKay / Bell, 1959). Il a été traduit en français en 1978 sous le titre :
  - L'Art de jouer les pions, une contribution à la stratégie, Éd. Payot (qui a introduit notamment le terme de levier[4]).